# Ignacio Serricchio
Ignacio Ariel Serricchio (Buenos Aires, 19 de abril de 1982) es un actor argentino-estadounidense de cine y televisión.

## Biografía

### Comienzos
Serricchio nació en Lanús y vivió allí hasta los once años.[cita requerida]
Serricchio terminó sus estudios secundarios allí y nuevamente se mudó junto a su familia a Nueva York, Estados Unidos. Aún no había decidido qué carrera seguir, así que su padre le preguntó qué le hacía feliz, de acuerdo a algunas entrevistas, Serricchio contestó que entretener y hacer reír a las personas era lo que le gustaba hacer. Juntos decidieron que estudiar actuación lo haría realmente feliz.[cita requerida]
Se graduó del departamento de drama de la Universidad de Siracusa.

### Carrera actoral
En octubre de 2004 se unió al elenco de la serie Hospital General, donde interpretó a Diego Alcázar, un joven con problemas. Dejó la serie en noviembre de 2006 y más tarde el 22 de febrero de 2008 regresó a la serie ahora interpretando otro personaje, Diego, papel que interpretó hasta el 5 de marzo de 2008, cuando fue asesinado.
En 2005 interpretó a un misionero de la iglesia de Jesucristo de Los Santos de los últimos días en la película States of Grace a la cual pertenece.
En 2014 se unió al elenco recurrente de la serie Witches of East End donde da vida al paramédico Tommy Cole, quien comienza una relación con Wendy Beauchamp (Mädchen Amick).

## Filmografía
- Rodney como Javier (2005)[1]
- House M. D. como Alfredo (2005)[1]
- Ghost Whisperer como Gabriel Lawrence  (2007-2010)[1]
- Hospital General como Diego Sánchez Alcázar (1 de octubre de 2004 hasta 17 de noviembre de 2006;- 22 de febrero de 2008 hasta 5 de marzo de 2008)[1]
- Keith como Raff (2008)[1]
- Privileged como Luis (2008)[1]
- Wildfire como [Jace] 2007[1]
- The Accidental Death of Joey by Sue como Saul (2010)[1]
- Quarantine 2 como Ed (2011)[1]
- Bones (episodio "The Repo Man in the Septic Tank″) como el Patólogo forense Dr. Rodolfo Fuentes (2014)
- Bad Asses 2 como Adolfo (2014)[1]
- Witches of East End como Tommy Cole (2014-2015)
- The Wedding Ringer como Edmundo (2015)
- El recluso (2018)
- Lost in Space como Don West (2018)
- The Mule (2018)
- Firefly Lane (2022)